# Sign of the Times: The Best of Queensrÿche
Sign of the Times: The Best of Queensrÿche è un album di raccolta del gruppo musicale statunitense Queensrÿche, pubblicato nel 2007.

## Tracce
1. Queen of the Reich – 4:20 (Chris DeGarmo)
2. Warning – 4:43 (Tate, Michael Wilton)
3. Walk in the Shadows – 3:33 (DeGarmo, Geoff Tate, Wilton)
4. Take Hold of the Flame – 4:53 (DeGarmo, Tate)
5. The Lady Wore Black – 6:13 (DeGarmo, Tate)
6. I Don't Believe in Love – 4:22 (DeGarmo, Tate)
7. Eyes of a Stranger – 6:35 (DeGarmo, Tate)
8. Silent Lucidity – 5:44 (DeGarmo)
9. Bridge – 3:28 (DeGarmo)
10. Jet City Woman – 5:21 (DeGarmo, Tate)
11. Another Rainy Night (Without You) – 4:27 (DeGarmo, Eddie Jackson, Tate)
12. Sign of the Times – 3:31 (DeGarmo)
13. I Am I – 3:57 (DeGarmo, Tate)
14. Real World – 4:20 (Michael Kamen, Queensrÿche)
15. Some People Fly – 5:17 (DeGarmo, Tate)
16. Until There Was You – 4:01 (Queensrÿche)
17. All the Promises – 5:08 (Jason Slater, Mike Stone, Tate)

## Formazione
- Geoff Tate - voce
- Chris DeGarmo - chitarra
- Michael Wilton - chitarra
- Mike Stone - chitarra
- Kelly Gray - chitarra
- Eddie Jackson - basso
- Scott Rockenfield - batteria
- Pamela Moore - voce (in All the Promises)